# Cuco Martina
Rhu-endly Aurelio Jean-Carlo "Cuco" Martina (Rotterdam, Hollandia, 1989. szeptember 25. –) curaçaói labdarúgó, aki jelenleg az Everton játszik, jobbhátvédként.

## Gyermekkora
Martina Rotterdamban született és a város déli részén nőtt fel, édesanyjával, két fiú- és egy lánytestvérével egy háztartásban. Édesapját nem ismerte, elmondása szerint az apai szerepet bátyja töltötte be az életében. Fiútestvérei, Derwin és Javier szintén labdarúgók.

## Pályafutása
Fiatal korában megjárta a Feyenoord ifiakadémiáját, de profi pályafutását már az RBC Roosendaalban kezdte meg. Később az RKC Waalwijk és a Twentében is játszott.

### Southampton
2015. július 7-én kétéves szerződést kötött vele az angol Southampton. Augusztus 6-án, az SBV Vitesse elleni Európa-liga-selejtező második fordulójában mutatkozott be, miután az első fordulóban végig a cserepadon ült. Három nappal később a Premier League-ben is bemutatkozhatott, a félidőben csereként beállva a Newcastle United ellen. Ezzel 2009 óta ő lett az első curaçaói válogatott labdarúgó, aki pályára lépett az angol élvonalban. 2015. december 26-án megszerezte első gólját a csapatban, az Arsenal ellen 4-0-ra megnyert bajnokin. Korábban egyetlen curaçaói játékos sem szerzett gólt a Premier League-ben.

### Everton
2017. július 17-én bejelentették, hogy az Everton játékosa lett, hároméves szerződést írt alá.

### A válogatottban
Martina 2011. augusztus 9-én mutatkozott be a válogatottban, Curaçao első önálló mérkőzésén, a Holland Antillák felbomlását követően.A Dominikai Köztársaság elleni 1-0-ra elvesztett barátságos mérkőzésen az első félidőben végig a pályán volt, majd lecserélték Kenny Kunstra. A 2014-es és 2018-as világbajnokság selejtezősorozatában is.

## Sikerei, díjai
- Curaçao
  - Karibi kupa: 2017

## Külső hivatkozások
- Cuco Martina pályafutásának statisztikái a Soccerbase oldalon (angolul)